# Yehuda Levi
Yehuda Levi (in ebraico: יהודה לוי; Petah Tiqwa, 29 giugno 1979) è un attore israeliano.
Nato e cresciuto nella città di Petah Tiqwa, ha frequentato il liceo di arti sceniche "Telma-Yalin" a Givatayim dove si è diplomato con lode. Il suo successo televisivo è iniziato dalla sua partecipazione alla serie "Lechayey Ha'ahava" (2001).
Interpreta principalmente ruoli in telenovele israeliane tra le quali Ahava Me'ever Lapina (trad.: "L'amore all'angolo della strada"), che riscuote un gran successo.

## Filmografia
- Zolgot Hadma'ot Me'atzman (1996)
- Yossi & Jagger  (2002)
- Campfire - Medurat Hashevet (Medurat Hashevet) (2004)
- Munich (2005)